# بوتوا
بوتوا (به لاتین: Botevo) یک منطقهٔ مسکونی در بلغارستان است که در شهرستان والچدرام واقع شده‌است. بوتوا ۶۲ نفر جمعیت دارد.